# دا
دا روایت خاطرات سیده زهرا حسینی است، که در مورد جنگ ایران و عراق و به کوشش اعظم حسینی در قالب کتاب نوشته شده است و توسط انتشارات سوره‌ی مهر به چاپ رسیده‌است. واژه دا، در زبان لری، لک و کردی به معنی مادر است و حسینی که خود یکی از کردهای پهله زرین آباد استان ایلام است، با انتخاب این عنوان سعی کرده به موضوع مقاومت مادران ایرانی در طول جنگ ایران و عراق بپردازد. به اعتقاد بسیاری از کارشناسان، این کتاب مهم‌ترین و تأثیرگذارترین کتاب در زمینهٔ خاطرات جنگ هشت سالهٔ ایران و عراق محسوب می‌شود. بنابر ادعای رسانه‌های داخلی، کتاب دا پرمخاطب‌ترین کتاب سال ۱۳۸۸ در ایران بود. انتشار این کتاب، اعتراض تکاوران نیروی دریایی ارتش را نسبت به تصویری که از ارتش در این کتاب ترسیم می‌شود، در پی داشت و همچنین برخی از پژوهشگران کتاب را زاییده خودساخته ذهنی نویسنده خوانده‌اند.

## موضوع
خاطرات ذکر شده در این کتاب در دو شهر بصره و خرمشهر است و سال‌های محاصره خرمشهر توسط نیروهای عراقی محور مرکزی کتاب را تشکیل می‌دهد. حسینی در آن زمان دختر ۱۷ ساله‌ای بوده و گوشه‌ای از تاریخ جنگ را بازگو می‌کند که غالباً به اشغال و فتح خرمشهر مربوط می‌شود. تبلیغات گسترده‌ای برای این کتاب انجام شد، از جمله پوسترهایی با حضور هنرپیشه‌های معروف طراحی شده بود که به معرفی این کتاب می‌پرداختند.
کتاب شامل سه قسمت است. قسمت نخست کتاب سال‌های ابتدایی زندگی حسینی در عراق و مهاجرت اجباری خانواده وی تحت فشار حکومت عراق را روایت می‌کند. قسمت دوم کتاب به شرح فعالیت‌های حسینی در جریان جنگ ایران و عراق پرداخته‌است. قسمت سوم کتاب هم در مورد زندگی شخصی حسینی و ماجرای ازدواج وی است. سیده زهرا حسینی این اثر را به زینب دختر فاطمه زهرا تقدیم نموده‌است.

## ترجمه انگلیسی
این کتاب توسط پال اسپراکمن، به زبان انگلیسی ترجمه شده و توسط انتشارات مزدا در آمریکا به چاپ رسید و با حضور مترجم آن در محل نمایندگی دائمی جمهوری اسلامی ایران در سازمان ملل متحد (نیویورک) رونمایی شد. همچنین این کتاب به زبان ترکی استانبولی و اردو ترجمه شده و کار ترجمه آن به زبان‌های اسپانیایی و عربی نیز در حال انجام است.
این کتاب اواخر شهریور ۱۳۸۷ برای نخستین بار منتشر شده و رونمایی از این کتاب ششم آبان‌ماه ۸۷ انجام شد.

## ترجمه به سایر زبان‌ها
| تصویر جلد کتاب | نام خارجی کتاب  | معادل فارسی | مترجم                   | ترجمه به زبان  | سال | ناشر                                         | محل نشر                         |
|                | One Woman's war | نبرد یک زن  | پاول اسپراکمن           | انگلیسی        | -   | انتشارات مزدا                                | نیویورک-امریکا                  |
| -              | -               | -           | زیر نظر سید حسن نصرالله | عربی           | -   | -                                            | لبنان                           |
| -              | ماں (ما)        | مادر        | محمد بشیر عالمی         | اردو           | -   | موسسه فرهنگی اکو خانه فرهنگ ایران            | تهران-ایران کراچی-پاکستان       |
| -              | -               | -           | -                       | ترکی استانبولی | -   | وابستگی فرهنگی سرکنسولگری جمهوری سلامی ایران | استانبول-ترکیه                  |
| -              | Daa             | -           | مریم حق روستا           | اسپانیولی      | -   | -                                            | اسپانیا و کشورهای آمریکای لاتین |
| -------------- | --------------- | ----------- | ----------------------- | -------------- | --- | -------------------------------------------- | ------------------------------- |

در ۲۲ تیرماه ۱۳۹۳ آرین بیکر، دبیر خاورمیانه مجله تایم، یک مصاحبه در خصوص کتاب دا با سیده زهرا حسینی، انجام داد. حسینی تبلیغات منفی و جنگ نرم دشمنان نظام جمهوری اسلامی علیه ایران را علت نگارش کتاب «دا» عنوان کرد.

## روایت در صدا و سیما
در بیست و نهمین سالگرد آزادسازی خرمشهر، برنامهٔ قصه دا به کارگردانی سینا عطاییان و تهیه‌کنندگی علی‌تقی پور، از شبکه دوم سیمای جمهوری اسلامی ایران پخش شد. این برنامه که به صورت انیمیشن روتوسکوپی شده، با روایت کتاب دا توسط هنرپیشگان زن ایرانی در ۱۲۰ قسمت آماده شد. لعیا زنگنه، افسانه بایگان، شقایق فراهانی، شبنم قلی خانی، پردیس افکاری، نیوشا ضیغمی، پریوش نظریه، بهناز جعفری، مهتاب کرامتی، نسرین مقانلو، اکرم محمدی، رؤیا تیموریان، آزاده نامداری، سحر دولتشاهی و … از جمله راویان بودند. همچنین در شهریور ۱۳۹۲، اقتباسی آزاد از این کتاب در یک مجموعه ۳۰ قسمتی با عنوان خبر آن روزها از رادیو ایران پخش شد.

## جوایز
- دومین جایزه ادبی جلال آل‌احمد برگزیده و شایسته تقدیر شناخته شد.[۱۸]

این کتاب در سیزدهمین دوره جایزه کتاب سال دفاع مقدس به عنوان اثر برگزیده در بخش خاطرات دیگرنوشت انتخاب شد.
- کتاب سال ۱۳۸۸
- جشنواره کتاب سال شهید غنی‌پور
- شایسته تقدیر در نخستین دوره جشنواره لوح و قلم[۲۰]

## دیدگاه‌ها
پال اسپراکمن مترجم کتاب به زبان انگلیسی معتقد است: 
با خواندن این کتاب به تفاوتهای جنگ ایران و عراق با دیگر جنگ‌ها پی‌بردم. جنگ ایران، جنگ متعارف همراه با خشونت و تجاوز نیست بلکه این جنگ همان‌طور که ایرانیان می‌گویند دفاع مقدس و سرشار از معنویت و ارزش است.
دکتر لتیشیا نانکت از دانشگاه نیوساوت ولز استرالیا نیز مقاله‌ای با موضوعیت نشر و استقبال عمومی این کتاب می‌نویسد و در آن به علل استقبال گسترده از این اثر در مقایسه با با سایر روایت‌های جنگ می‌پردازد .
یک مقاله پژوهشی در مورد کتاب در نشریه Sociological Journal of Art and Literature در سال ۲۰۱۳ منتشر شد.
علی‌رضا قزوه:
این کتاب، کتابی است که جهانیان را به گریه واخواهد داشت. این وجود ادبیات است که منجر به این تأثیر می‌شود.

## شبهه‌ها، انتقادها و تحریف تاریخ
در روی دیگر انتشار این کتاب اعتراضات به تعریف یا تخریف تاریخ در دا بوده‌است. انتشار این کتاب اعتراض افسران و تکاوران نیروی دریایی ارتش نسبت به تصویری که از ارتش در این کتاب ترسیم می‌شود را در پی داشت؛
با انتشار کتاب «دا» و روایت‌هایی که راوی این کتاب از افسران و تکاوران ارتشی داشت، انتقادات و اعتراضاتی نجیبانه از ارتش و نیروی دریایی برخاست که واقعیت ماجرا آنگونه هم نیست که خانم سیده زهرا حسینی در «دا» روایت کرده‌است. معترضان می‌گویند که حسینی، تکاوران نیروی دریایی را در روزهای مقاومت در خرمشهر به گونه‌ای به تصویر کشیده بود که گویی در شهر اشغال‌شده کاری جز استراحت ندارند در حالی که بنا بر ادعای مسوولان نیروی دریایی، خط درگیری این افراد با دشمن در بیرون از شهر بوده و این نیروها صرفاً برای تجدید قوا و استراحت وارد شهر می‌شدند و نقطه برخورد و ارتباط راوی کتاب با نیروهای ارتشی دقیقاً در این مواقع بوده‌است.

اسد سیف نویسنده، در مقاله ای در انتقاد از محتوای این کتاب می‌نویسد، در سراسر کتاب هیچ اشاره‌ای به حضور نیروهای ارتش در جبهه نمی‌شود، همه‌جا نیروهای بسیجی و پاسداران عمده می‌شوند و انگار همان‌ها کار جنگ را پیش می‌بردند و کشته می‌شدند.
زهرا حسینی نویسنده کتاب دا، پیشتر در اظهارنظرهایی جداگانه، برخی از نویسندگان داستان‌های جنگی را دروغگو دانسته بود. به عنوان نمونه در ۲۳ دی ۱۳۹۲، با اشاره به یک داستان معروف جنگی دیگر به نام «هوبره» تأکید کرده بود، «همه آنچه در این کتاب آمده، کذب و دروغ است».
هوشنگ صمدی فرمانده تکاوران ارتش در مصاحبه خود، به عنوان نمونه‌ای از میزان اعتبار روایت‌های کتاب دا، به بخشی از آن اشاره کرد که حکایت داشت تکاوران ارتش، دو تفنگ ۱۰۶ را به چند دختر ۱۵–۱۶ واگذار کرده و رفته‌اند. تفنگ ۱۰۶ درواقع نوعی توپ است که افراد ناآشنا، آن را به اشتباه تفنگ تصور می‌کنند. ناخدا هوشنگ صمدی سپس، بخشی از گفت و گوی خود با نویسنده کتاب را چنین نقل کرد: «از ایشان پرسیدم دو تا تفنگ ۱۰۶ ما را کی تحویل گرفت؟ گفت هرکدامشان را یکی از این دخترها گرفتند. به او می‌گویم خوب این دخترها که این‌ها را گرفتند چه جوری حمل کردند؟ می‌گوید نمی‌دانم هر کدام یکی را گرفته‌اند دیگر.»
فرمانده تکاوران خرمشهر افزود: می‌گویم خانم، تفنگ ۱۰۶، ۲۴۰ کیلو وزنش است. روی جیپ سوار می‌شود. لوله توپش ۳ متر و ۴۰ سانتیمتر است. این دختر چطور این تفنگ را تحویل گرفته‌است. می‌گوید من، برادرم و پدرم توانستیم جلوی لشکر زرهی را بگیریم. طبیعتاً در ادامه اعتراضات به دنبال انتشار کتاب «دا»، اعتراضات افرادی که در خرمشهر جنگیده بودند به تحریف‌های آن به جایی نرسید.
حسین باستانی روزنامه‌نگار و تحلیلگر در مقاله ای کتاب دا را یک روایت خودستایش کننده و متوهمانه خواند. علی میرهاشمی معاون علمی دانشنامه دفاع مقدس نیز با انتقاد به این کتاب، جنبه تاریخی آن را غیرقابل استناد خواند.
وب گاه تاریخ شفاهی ایران در نقد این کتاب نوشت: بخشی از کتاب دا مستند نیست و بیشتر جنبه‌های ادبی در آن مورد نظر بوده و خیلی ازاتفاقات در لابه‌لای توصیفات نویسنده کمرنگ شده‌اند. عدم مستندسازی مطالب کتاب دا خواننده را در این فکر فرو می‌برد آیا این جملات و نوشته‌ها واقعیت دارد یا برخاسته از فکرنویسنده یا تداعی کننده شبهه خاطرات است؟ به نظرمی‌رسد کتاب دا در برخی از فصل‌ها فراتر از خاطره نگاری و ترکیبی از خاطرات وتراوشات قلمی نویسنده است که توانسته با تلفیق این دو، اثری منحصر در ادبیات جنگ خلق کند. بعضی فصل‌های کتاب دا خاطره و گفتگو نیست؛ بلکه بیان احساسات و جملاتی ادبی هستند که فقط نشان دهنده احساس نویسنده‌اند نسبت به هر آنچه در گذشته پیرامونش قرار داشته‌است. با اینکه راوی به خیلی از جزئیات اشاره کرده اما دست کم در پانویس آماری از تعداد افرادی که در غسالخانه دیده یا درغسل و کفن شهدا شرکت داشته‌اند ارائه نداده‌است. قضاوت‌های یک طرفه راوی موجب می‌شود تا متن حاصل شده جایگاهی در تحقیقات و ارجاعات پژوهشی نداشته باشد.